# Tomas Arana
Tomas Clifford Arana, född 3 april 1955 i Auburn i Kalifornien, är en amerikansk skådespelare. Han har bland annat medverkat i filmer som Jakten på Röd Oktober från 1990, Bodyguard från 1992, L.A. konfidentiellt från 1997, Gladiator från 2000, The Bourne Supremacy från 2004, Limitless från 2011, och The Dark Knight Rises från 2012. Han har ofta spelat soldater, agenter eller myndighetspersoner – karaktärer med en viss auktoritet eller kall yta. Förutom Hollywood-produktioner har han även varit verksam i europeisk film, särskilt i Italien, där han bott en del av sitt liv.

## Filmografi (i urval)

### Filmer
| År   | Titel                          | Roll                          | Noter            |
| ---- | ------------------------------ | ----------------------------- | ---------------- |
| 1988 | Kristi sista frestelse         | Lasaros                       |                  |
| 1988 | Domino                         | Gavros                        |                  |
| 1990 | Jakten på Röd Oktober          | Matros Igor Loginov           |                  |
| 1991 | Skuggor och dimma              | Bekännande man                | Okrediterad roll |
| 1992 | Bodyguard                      | Greg Portman                  |                  |
| 1993 | Tombstone                      | Frank Stilwell                |                  |
| 1996 | Kaos i vita huset              | Harold                        |                  |
| 1997 | L.A. konfidentiellt            | Kriminalchef Michael Breuning |                  |
| 2000 | Gladiator                      | Quintus                       |                  |
| 2001 | Pearl Harbor                   | Viceamiral Frank J. Fletcher  |                  |
| 2002 | Terror Train                   | Mason Cole                    |                  |
| 2003 | This Girl's Life               | Aronson                       |                  |
| 2004 | The Bourne Supremacy           | CIA-direktör Martin Marshall  |                  |
| 2008 | Motstånd                       | Ben Zion Gulkowitz            |                  |
| 2011 | The Roommate                   | Jeff Evans                    |                  |
| 2011 | Limitless                      | Man i kappa                   |                  |
| 2012 | The Dark Knight Rises          | Ward Neeley                   |                  |
| 2013 | Romeo & Juliet                 | Lord Montague                 |                  |
| 2014 | The Possession of Michael King | Augustine                     |                  |
| 2014 | Guardians of the Galaxy        | Kree-ambassadör               |                  |
| 2016 | Incarnate                      | Felix                         |                  |
| 2017 | American Satan                 | Reporter                      |                  |
| 2021 | Minnen av krig                 | General von Le Suire          |                  |

### TV-serier
| År        | Titel                             | Roll               | Noter                                 |
| --------- | --------------------------------- | ------------------ | ------------------------------------- |
| 1989      | Miami Vice                        | Walter Stevens     | Avsnittet "Over the Line"             |
| 1996      | Seduced by Madness                | Leon               | Miniserie; 2 avsnitt                  |
| 1997      | The Hunger                        | Rick McCabe        | Avsnittet "Red Light"                 |
| 1998      | Walker, Texas Ranger              | Jackson Mandell    | Avsnittet "Tribe"                     |
| 2001      | Cityakuten                        | Rifkin             | Avsnittet "Fear of Commitment"        |
| 2001      | Law & Order: Criminal Intent      | Rudy Langer        | Avsnittet "Art"                       |
| 2002      | Brottskod: Försvunnen             | Chuck              | Avsnittet "Midnight Sun"              |
| 2003      | CSI: Miami                        | Mr. Davis          | Avsnittet "Evidence of Things Unseen" |
| 2003–2004 | Spooks                            | Herman Joyce       | 2 avsnitt                             |
| 2004      | Jordan, rättsläkare               | Fader Casnelli     | Avsnittet "Til Death Do Us Part"      |
| 2005      | 24                                | Dave Conlon        | 2 avsnitt                             |
| 2005      | CSI: Crime Scene Investigation    | Joseph Diamond     | Avsnittet "Shooting Stars"            |
| 2006      | In Justice                        | Detektiv Ben Dryer | Avsnittet "Pilot"                     |
| 2006      | Justice League Unlimited          | Tharok             | Röst, avsnittet "Far From Home"       |
| 2007      | Murder 101: If Wishes Were Horses | Rene De Leon       | TV-film                               |
| 2009      | Lie to Me                         | Domare Simon       | Avsnittet "The Core of It"            |
| 2014      | Intelligence                      | DNI Adam Weatherly | 10 avsnitt                            |
| 2016      | Code Black                        | Amiral Stark       | Avsnittet "What Lies Beneath"         |
| 2020      | The New Pope                      | Tomas Altbruck     | Miniserie; 6 avsnitt                  |
| 2021      | Succession                        | Laurie             | 2 avsnitt                             |